# ناتاليا نافارو
ناتاليا نافارو (بالإسبانية: Natalia Navarro Galvis)‏ هي متسابقة ملكة الجمال وعارضة كولومبية، ولدت في 12 أغسطس 1987 في بارانكيا في كولومبيا.